# Dermaleipa saalmulleri
Dermaleipa saalmulleri là một loài bướm đêm trong họ Erebidae.